# 좋.댓.구
《좋.댓.구》는 2023년에 개봉한 대한민국의 영화이다.

## 캐스팅
- 오태경 : 오태경 역
- 김재흥 : 피켓남 역
- 김채원 : 성우 1 역
- 제이블랙 (특별출연)
- 박찬욱 (특별출연)
- 문소리 (특별출연)
- 김응수 (특별출연)
- 장윤주 (특별출연)
- 박현빈 (특별출연)
- 신동엽 (특별출연)
- 김정근 (특별출연)
- 강다솜 (특별출연)
- 박지훈 (특별출연)
- 곽자형 (특별출연)
- 영국남자 (특별출연)
- 박준형 (특별출연)
- 쏘영 (특별출연)
- 말왕 (특별출연)
- 쏘대장 (특별출연)
- 이지 (특별출연)
- 짤툰 (특별출연)
- 어썸하은 (특별출연)
- 제니윤 (특별출연)
- 버거형 (특별출연)
- 명현만 (특별출연)
- 김베어 (특별출연)